# Irugami Perea Cruz
Jesús Irugami Perea Cruz (nacido el 7 de marzo de 1993 en México) es un político mexicano, miembro del partido Movimiento Regeneración Nacional (Morena). Actualmente se desempeña como diputado federal en la LXVI Legislatura del Congreso de la Unión. Su trayectoria en el servicio público incluye diversas responsabilidades dentro del Gobierno de la Ciudad de México.

## Reseña biográfica

### Primeros años y formación académica.
Nació el 7 de marzo de 1993, Jesús Irugami Perea Cruz cursó sus estudios superiores en la Universidad del Valle de México, donde obtuvo el título de Ingeniero en Diseño de Software. 

#### Trayectoria política y en el servicio público
Irugami Perea Cruz es miembro del partido Morena. Su carrera política ha incluido roles tanto a nivel partidista como en la administración pública.

#### Rol legislativo
El 19 de marzo de 2025, Jesús Irugami Perea Cruz asumió el cargo de diputado federal en la LXVI Legislatura del Congreso de la Unión, tras la solicitud de licencia del diputado propietario Carlos Alberto Ulloa Pérez. Este nombramiento lo posicionó como el diputado federal más joven en representar el distrito de Tlalpan. Este distrito corresponde a una alcaldía del sur de la Ciudad de México, una demarcación emblemática por ser la cuna política de la actual presidenta de la república, Dra. Claudia Sheinbaum Pardo y así como el antiguo lugar de residencia del expresidente Andrés Manuel López Obrador.                              
Como legislador, Irugami Perea ha manifestado su respaldo a la agenda de la Cuarta Transformación, promovida por Morena, y ha centrado su labor en iniciativas relacionadas con la democracia participativa, la justicia social y el desarrollo de comunidades.

### Responsabilidades dentro de Morena
En enero de 2025, Irugami Perea fue designado Enlace Estatal de la Secretaría de Organización de Morena en la Ciudad de México, desde esta posición, coordinó trabajos de reorganización territorial del partido, así como la promoción de la participación ciudadana y el fortalecimiento de la estructura organizativa. Fue responsable de la coordinación del proceso de afiliación de 2025, supervisando jornadas en las 16 alcaldías de la Ciudad de México.

## Cargos en el gobierno
Previo a su actual función legislativa, Irugami Perea ocupó diversos puestos en la Ciudad de México:
Director Ejecutivo de Participación Ciudadana: Se desempeñó en este cargo en la alcaldía Tlalpan, durante las administraciones de la Dra. Claudia Sheinbaum Pardo, el Mtro. Martí Batres y la Lic. Clara Brugada. Durante su gestión, trabajó en la implementación de mecanismos de participación ciudadana y en la vinculación entre ciudadanos e instituciones.
De julio de 2022 a julio de 2023 ocupó el cargo de Subdirector de Atención Social y Ciudadana, en la Secretaría de Inclusión y Bienestar Social (SIBISO). Sus funciones incluyeron el diseño y la ejecución de políticas públicas dirigidas a sectores específicos, así como la vinculación con organizaciones civiles y la consolidación de programas sociales.
Entre marzo de 2021 y julio de 2022 se desempeñó como Director de Ventanilla Única y Oficialía de Partes en la Secretaría de Desarrollo Urbano y Vivienda (SEDUVI) donde fue responsable de los procesos de recepción y gestión de trámites relacionados con el desarrollo urbano y la vivienda, asegurando eficiencia, legalidad y cercanía institucional con la ciudadanía.

## Postura política y presencia pública
Como legislador Irugami Perea es un promotor firme de la agenda de la Cuarta Transformación (4T), identificado como una figura vinculada a la izquierda política en la Ciudad de México. 
En sus redes sociales, se ha definido como 'AMLOver, Claudista y Clarista', lo que indica su afinidad con los liderazgos de Andrés Manuel López Obrador, Claudia Sheinbaum y Clara Brugada. Utiliza estas plataformas para comunicar su labor parlamentaria, actividades comunitarias y posturas políticas.